# NGC 5955
NGC 5955 في الفهرس العام الجديد، هي مجرة، تقع في كوكبة الحية. اكتشفت في 25 مايو 1865 بواسطة ألبرت مارث.

## روابط خارجية
- NGC 5955 على موقع ويكي سكاي: DSS2, SDSS, GALEX, IRAS, Hydrogen α, X-Ray, Astrophoto, Sky Map, Articles and images